# Die verhängnisvollen Eier
Die verhängnisvollen Eier, auch Die verfluchten Eier, Das Verhängnis (russisch Роковые яйца, Rokowyje jaiza), ist eine phantastische Groteske des sowjetischen Schriftstellers Michail Bulgakow, die – in Moskau geschrieben – 1925 im Heft 6 der Nedra erschien. Die Moskauer Verlagsgenossenschaft desselben Namens brachte den Text ebenfalls 1925 in Buchform innerhalb der Sammlung Teufeliaden heraus.

## Politischer Kontext
Aus der Sicht des Publikationsjahres 1925 spielt die dystopische Handlung in der Zukunft; genauer vom 16. April 1928 bis zum Frühjahr 1929 in der Sowjetunion in den Regionen Moskau und Smolensk. Die Satire zeichnet ein Bild der kommunistischen Verwaltung, die nach den Wirren der Oktoberrevolution das Leben der Sowjetbürger dominiert, ohne jedoch auf deren tief sitzenden Ängste vor Veränderung adäquat reagieren zu können.
Das Buch verweist indirekt auf die verheerende Hungersnot in der Sowjetunion in den Jahren 1921–1922, ohne dass darauf direkt Bezug genommen wird. Zudem kommentiert es auf satirische Weise die Bemühungen um die Verbesserung der Versorgungslage im Rahmen der Neuen Ökonomischen Politik von 1921–1928. Im Text selbst wird auf den 1904 erschienenen Science-Fiction-Roman von H.G. Wells The Food of the Gods (dt.: ⁣⁣Die Riesen kommen) referenziert, in dem ein Forscherteam ein Wachstumsmittel entdeckt, das die Ernährungssicherheit der Menschen verbessern soll. Dies soll auch die in diesem Kurzroman angesprochene Genmutation beim Bebrüten von Hühnereiern bewirken.

## Handlung
Ein geschiedener 58-jähriger Zoologe, Professor Wladimir Persikow der IV. Universität in Moskau lebt mit seiner Haushälterin Maria Stepanowna in einem Haushalt. Im Zuge der staatlichen Wohnungsumverteilung müssen sie 1919 vorübergehend drei von fünf Zimmern an neue Mitbewohner abtreten. Nach dem Zusammenbruch des von ihm geleiteten Instituts für Reptilienkunde in der Folge der Wirren der Oktoberrevolution kann Persikow 1923 seine Vorlesungen an der Universität wieder aufnehmen. Schon bald verbessern sich die Lebensumstände des Professors wieder. Auch das von ihm geleitete Institut nimmt einen erneuten Aufschwung.
1928 entdeckt er im Zuge des Mikroskospierens ein eigenartiges Lichtbündel, das bei den von ihm untersuchten Amöben ein ungewöhnlich rasches Wachstum verursacht. Sein wissenschaftlicher Assistent Iwanow baut daraufhin mithilfe von Spiegeln und aus Deutschland importierten Linsen eine Apparatur, die die Wirkung des produzierten Lichtstrahls verstärkt. Weitere Versuche mit Froschlaich werden erfolgreich durchgeführt, er vermehrt sich nach erfolgter Bestrahlung in rapidem Tempo. Die Erfindung wird „Roter Strahl“ genannt.
Schon bald wird die sensationelle Erfindung in einem Artikel in der Iswestija besprochen, ein Journalist namens Alfred Bronskjij spricht beim Professor wegen eines Interviews vor, das dieser nur unwillig gewährt. Der daraufhin erscheinende Artikel entstellt die vorsichtigen Aussagen des Professors über den Roten Strahl zu einer sensationellen Erfindung, welche die Tierzucht in der Sowjetunion verändern wird. Die Erfindung Professor Persikows steht ab nun im Zentrum des öffentlichen Interesses. Eine Vielzahl von Anfragen erreichen ihn, darunter jene eines ausländischen Agenten, der ihm die Erfindung abkaufen will. Das ruft auch den GPU auf den Plan. Persikows Aktivitäten werden ab jetzt diskret überwacht.
Schon bald sucht eine pandemische Hühnerkrankheit die Sowjetunion heim und rafft binnen kurzer Zeit den gesamten Hühnerbestand dahin. Außerordentliche Kommissionen, zunächst zur Bekämpfung der Hühnerpest, dann zur Wiederbelebung der Hühnerzucht, werden gegründet, alle bislang noch vorhandenen Hühnereier eingezogen und vernichtet. Professor Persikow – er ist ja selbst kein Ornithologe – wird gegen seinen Willen in beide Kommissionen berufen. Im August 1928 erscheint Alexander Fatum (im russischen Original Rokk), Leiter der jüngst gegründeten Kolchose Roter Strahl. Er beabsichtigt im Auftrag der Zentralbehörden mittels des Roten Strahls und aus Deutschland importierten Hühnereiern bei Smolensk wieder mit der Hühnerzucht zu beginnen, trotz eindringlicher Warnungen von Professor Persikow. Drei der vier Apparaturen werden dennoch abtransportiert.
In weiterer Folge kommt es zu einer Verwechslung der aus Deutschland bestellten Eierlieferungen. Während die Lieferung der für das Universitätsinstitut bestimmten Reptilieneier an die Smolensker Kolchose versandt wird, erhält Persikow Hühnereier. Die Katastrophe tritt rasch ein. Aus der Kolchose entweichen rasch ausgebrütete, monströse Reptilien. Fatums Frau Manja fällt bei einem gemeinsamen Badeausflug einer Riesenschlange zum Opfer. Er selbst flieht und sucht Hilfe. Zwei GPUAgenten, ausgeschickt zur Bekämpfung des Ungeheuers, werden bei Smolensk von dort noch nie gesehenen Riesenschlangen und Krokodilen attackiert und getötet.
Professor Persikow ist über die Sendung Hühnereier aus Deutschland verärgert. Als sein Assistent, Privatdozent Iwanow, auf die Schreckensnachrichten aus Smolensk hinweist, erkennt er die fatale Verwechslung. Er fühlt sich in seiner Skepsis bestätigt. Inzwischen dringen die mutierten Reptilien Richtung Moskau vor; Militär wird eingesetzt, aber auch Artilleriebeschuss und der Einsatz von Giftgas können die Ausbreitung der Mutanten nicht stoppen. Persikow wird in seinem Institut vom wütenden Mob erschlagen, der ihn für die biologische Katastrophe verantwortlich macht. In der Nacht zum 20. August 1928 lässt dann eine zweitägige Kältewelle die Reptilien und deren Eier erfrieren. Die Gefahr ist gebannt.
Im Frühjahr 1929 sind in Moskau die Ereignisse vom letzten Sommer vergessen. Persikows Nachfolger Iwanow will wieder mit dem Roten Strahl experimentieren. Es gelingt ihm aber nicht, die Apparatur nachzubauen. Die vier einst vorhandenen Apparaturen wurden während der Unruhen zerstört.

## Personen
Die Namen der handelnden Personen folgen der Übersetzung von Alexandra Berlina aus dem Jahr 2024 (siehe Kapitel „Deutschsprachige Ausgaben“). Andere Übersetzungen verwenden teilweise andere Namen.
- Wladimir Persikov – Professor, Inhaber des Zoologielehrstuhls an der Staatsuniversität No. 4 und Direktor des Moskauer Instituts für Tierkunde, Entdecker des „Roten Strahls“.
- Alexander Iwanow – Assistenzprofessor, Mitarbeiter von Professor Persikow, später sein Nachfolger
- Pankrat – Hausmeister  am Institut für Tierkunde
- Maria Stepanowna – Haushälterin von Professor Persikow
- Alfred Bronskij – Journalist, veröffentlicht einen reißerischen Artikel über die Entdeckung des Roten Strahls
- Alexander Fatum – Leiter der Kolchose Roter Strahl in Smolensk, verantwortlich für das Bebrüten der Reptilieneier
- Schurkin und Politis – 2 Angehörige der Geheimpolizei GPU, die bei der Bekämpfung der mutierten Reptilien nahe Smolensk getötet werden

## Adaptionen

### Theater
- Moskau
  - 1989 Sfera[5]
  - 1990 Moskauer Dramaturgisches Jermolowa-Theater[6]

### Verfilmungen
- Italien
  - 1977 Uova fatali[7] Fernsehfilm von Ugo Gregoretti
- Russland
  - TV-Film von Pawel Romanowitsch Resnikow[8][9]
  - 1992 Verfilmung 1992 bei YouTube (90 min, russisch)
  - 1995 Verfilmung 1995 bei YouTube (117 min, russisch)
  - 2003 Choroscho sabytoje staroje[10]

## Selbstzeugnis
- Tagebuch vom 18. Oktober 1924: „Das Ende taugt nicht viel, ich habe es in aller Eile geschrieben.“[11]

## Rezeption
- Gorki schreibt am 31. März 1925 an Michail Slonimski, der Text habe ihm sehr gefallen, doch der Schluss sei schlecht gemacht. Jenen General Winter, der Napoleon 1812 stoppte, empfindet Gorki 1925 als Mittel gegen die Schlangenplage unangebracht.[12] Die Schlangeninvasion lege eine Parallele zur Höllenfahrt Fausts nahe.[13]
- Die Groteske sei eine Parodie auf Ilja Ehrenburgs 1923 erschienenen Roman Trust D. E. Die Geschichte der Zerstörung Europas.[14]
- Ralf Schröder schreibt im März 1994[15], der Zoologieprofessor Persikow sei ein Genie – mit Gorki gesprochen – ein Kind der Sonne. Der Professor habe so seine Bedenken. Er will den Roten Strahl noch nicht zur Nutzung freigeben. Aber der Eintagsrevolutionär Schreck, im Sowchos „Roter Strahl“ auf dem falschen Posten, reiße ihm die Entdeckung aus der Hand und die Katastrophe kann kaum aufgehalten werden. Persikow müsse sich allerdings dem Politbüro fügen. Der russische Faust[16] Prof. Persikow fände einen Roten Strahl höllischen Ursprungs, denn bei Tageslicht ist die Erscheinung unsichtbar. Dementsprechend sei Persikows Assistent Iwanow für Bulgakow der Mephisto. Ralf Schröder will in Persikow Lenin und in Iwanow Trotzki erkennen. Iwanow-Trotzki bemühe sich nach Lenin-Persikows Tode vergeblich um die Erneuerung der Sowjetunion. Der Text sei als Warnutopie gemeint. Darin gehe es um die Frage: Welche ausländische Intervention könnte die Sowjetunion in die nächste Höllenfahrt nach 1917 schicken?
- Der Gedanke, Lenin könnte bei Bulgakow Vorbild für die Gestalt Prof. Persikows gewesen sein, tritt auch in Boris Sokolows Buch Michail Bulgakow – Geheimnisse der Kreativität[17] auf. Allerdings nimmt Sokolow zum Vorbild Lenin noch das Vorbild Alexander Gurwitsch hinzu.[18]

## Deutschsprachige Ausgaben
- Meistererzählungen. Aus dem Russischen übertragen von Aggy Jais (Das Verhängnis. Haus Nr. 13. Teufelsspuk. Tschitschikows Abenteuer). Goldmann, München 1979, ISBN 3-442-07030-9
- Die verhängnisvollen Eier. Aus dem Russischen von Thomas Reschke. S. 95–184 in Ralf Schröder (Hrsg.): Bulgakow: Teufeliaden. Erzählungen. Volk & Welt, Berlin 1994, ISBN 3-353-00945-0 (= Bd. 6: Gesammelte Werke (13 Bde.))
- Die verfluchten Eier. Roman. Aus dem Russischen übertragen, kommentiert und mit einem Nachwort versehen von Alexander Nitzberg. Verlag Galiani, Berlin 2014, ISBN 978-3-86971-092-1

Verwendete Ausgabe:
- Die verhängnisvollen Eier & Notizen auf Manschetten. Aus dem Russischen neu übersetzt von Alexandra Berlina. Anaconda Verlag, 2024, ISBN 978-3-7306-1372-6

## Belege
1. ↑  Literaturgeschichtliche Anmerkung im Nachwort der verwendeten Ausgabe, S. 335, 15. Z.v.o.
2. ↑  6. März 2006, Antonia Häfner im Seminar von Gertrud Maria Rösch, Uni Heidelberg: Hundeherz, S. 10
3. ↑  russ. Недра - Der Schoß
4. ↑  russ. Дьяволиада – Djawolijada
5. ↑  russ. Сфера
6. ↑  russ. Московский драматический театр имени М. Н. Ермоловой
7. ↑  ital. Uova fatali
8. ↑  russ. Павел Романович Резников
9. ↑  russ. TV-Film (Memento vom 2. April 2015 im Internet Archive) 4. Absatz
10. ↑  russ. Хорошо забытое старое
11. ↑  Bulgakow, zitiert bei Ralf Schröder in der Literaturgeschichtlichen Anmerkung im Nachwort der verwendeten Ausgabe, S. 338, 1. Z.v.o.
12. ↑  Literaturgeschichtliche Anmerkung im Nachwort der verwendeten Ausgabe, S. 337 unten
13. ↑  Literaturgeschichtliche Anmerkung im Nachwort der verwendeten Ausgabe, S. 352 unten
14. ↑  Literaturgeschichtliche Anmerkung im Nachwort der verwendeten Ausgabe, S. 340 Mitte
15. ↑  Literaturgeschichtliche Anmerkung im Nachwort der verwendeten Ausgabe, S. 313–352
16. ↑  Faust sagt: „Es zucken rote Strahlen“
17. ↑  russ. Соколов Б. В. Михаил Булгаков: загадки творчества. М.: Вагриус, 2008. ISBN 978-5-9697-0626-2
18. ↑  russ. Роковые яйца